# Ronald O. Lippitt
Ronald Otis Lippitt (* 21. März 1914 in Jackson, Minnesota; † 28. Oktober 1986 in Ann Arbor, Michigan) war ein US-amerikanischer Sozialpsychologe und Hochschullehrer.

## Leben und Wirken
Ronald O. Lippitt besuchte zunächst das Springfield College in Massachusetts und erwarb dort im Fach Psychologie seinen ersten Studienabschluss. Ein Studienjahr (1955) verbrachte er an der Universität Genf und hörte dort bei Jean Piaget. Sein weiteres Studium verlief an der University of Iowa, wo er zunächst 1938 einen Magistergrad in Kinderpsychologie erwarb und 1940 auf dem Gebiet der Sozialpsychologie promovierte. Sein akademischer Lehrer dort war Kurt Lewin. Kurze Zeit (1940/41) war er wissenschaftlicher Assistent an der Southern Illinois University, arbeitete dann bis 1944 beim National Council of Boy Scouts. Außerdem war er im Zusammenhang mit dem Zweiten Weltkrieg für den Public Health Service tätig. 1946 setzte er seine Zusammenarbeit mit Kurt Lewin fort und war bis 1948 außerordentlicher Professor am Massachusetts Institute of Technology. Als Lewin 1947 starb, übersiedelte Lippitt mit dessen Forschungszentrum an die University of Michigan. Er wurde dort 1952 ordentlicher Professor für Psychologie und Soziologie. 1974 trat er in den Ruhestand, widmete sich aber weiterhin vor allem der Verhaltensforschung.
In seinen Veröffentlichungen geht es vor allem um die praktische Anwendung sozialer Verhaltensforschung im erzieherischen und schulischen Alltag, insbesondere auch der Gruppendynamik.

## Veröffentlichungen (Auswahl)
- Training in community relations. A research exploration toward new group skills. Harper, New York 1949.
- (mit David H. Jenkins): Interpersonal perceptions of teachers, students, and parents. National Education Association, Division of Adult Education Service, Washington, D.C. 1951
- (mit Jeanne Watson): Learning across cultures. A study of Germans visiting America. University of Michigan Press, Ann Arbor 1955.
- (mit Jeanne Watson u. Bruce Westley): The dynamics of planned change. A comparative study of principles and techniques. Harcourt, Brace & World, New York 1958.
- (mit Ralph K. White): Autocracy and democracy. An experimental inquiry. Harper & Brothers, New York 1960 (2. Aufl. 1976).
- (mit Richard Schmuck u. Mark Chesler): Problem solving to improve classroom learning. Science Research Assoc., Chicago 1966.
- (mit Robert Fox u. Lucille Schaible): Social science laboratory units. Science Research Assoc., Chicago 1969.
- (mit Eva Schindler-Rainman): Team training for community change. Concepts, goals, strategies and skills. University of California, Riverside, Calif. 1973.
- (mit Eva Schindler-Rainman): The volunteer community. Creative use of human resources. 2. Aufl. Univ. Associates, La Jolla, Ca. 1975, ISBN 0-88390-140-4.
- (Mitautor): Detto und andere. Acht Einheiten für Sozialwissenschaften in der Schule. Klett, Stuttgart 1975–1980.
- (mit Gordon L. Lippitt): Beratung als Prozeß. Was Berater und ihre Kunden wissen sollten. 4. Aufl. Rosenberger Fachverlag, Leonberg 2006, ISBN 3-931085-22-8.